# Prionus californicus
Prionus californicus là một loài bọ cánh cứng trong họ Cerambycidae.

## Hình ảnh

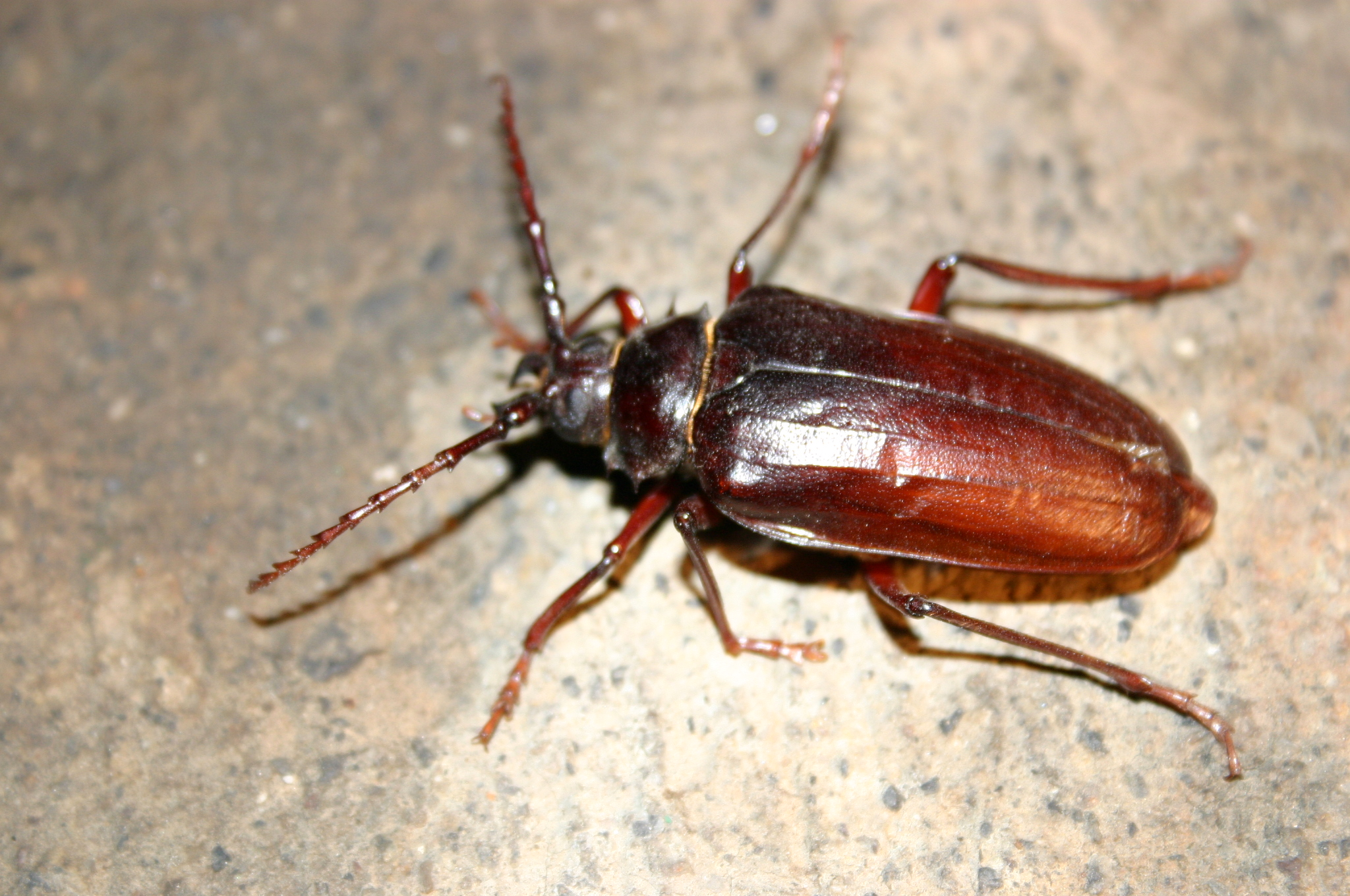